# Station Tortosa
Station Tortosa (Catalaans: Estació Tortosa, Spaans: Estación Tortosa), is een spoorwegstation (op de spoorlijn Barcelona-Tortosa) in de stad Tortosa aan de Ebro in de provincie Tarragona van de Spaanse autonome regio Catalonië. Het wordt vanaf Barcelona via de Rodaliesspoorlijn 16 (Barcelona-Tortosa) bediend. Sinds 1996 werd het door de sluiting en sloop van het doorlopende spoor naar Val de Zafán een eindstation.

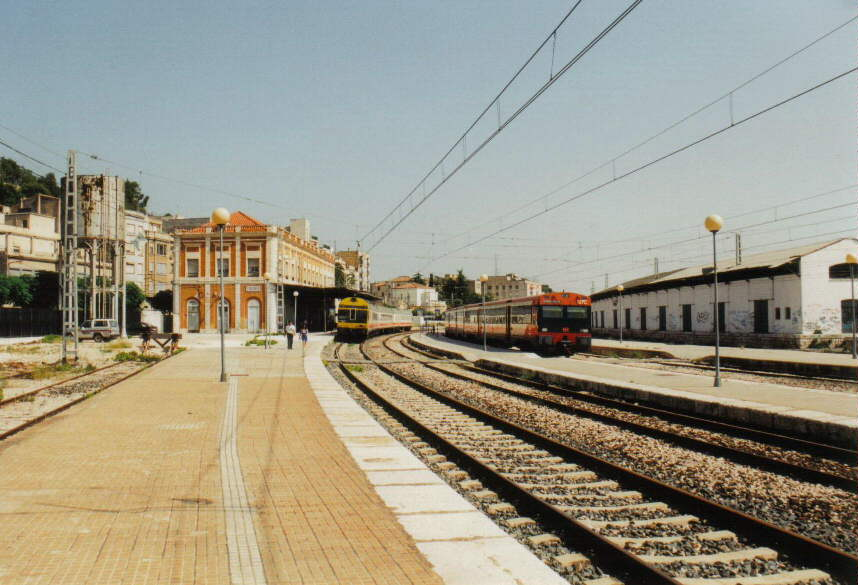
Station Tortosa